# Projekt A 2
Projekt A 2 (oryg. 'A' gai waak juk jaap) – hongkoński film akcji z 1987 roku wyreżyserowany przez Jackiego Chana. Scenariusz napisał Jackie Chan, Ting Yu oraz Edward Tang.
W 1988 roku podczas 7. edycji Hong Kong Film Award Peter Cheung był nominowany do nagrody Hong Kong Film Award w kategorii Best Film Editing, akcja asso Jackiego Chana zdobyła nagrodę Best Action Choreography.

## Obsada
Źródło: Filmweb

- Jackie Chan – Smok Mao
- Maggie Cheung – Yesan
- Rosamund Kwan – panna Pak
- Carina Lau – Beattie
- David Lam – kierownik Chun
- Bill Tung – szef Policji Bill Wong (wujek Bill)
- Sam Lui – Pan Man
- Regina Kent – Regina
- Charlie Chan – straszliwy wilk
- Kenny Ho – Shi King
- Mars – ochroniarz Mao
- Chris Li – ochroniarz Mao
- Ben Lam – Brawns
- John Cheung – ochroniarz
- Mickey – Kobra
- Benny Lai – pirat 1
- Chan Dick Hak – pyton
- Rocky Lai – pirat 2
- Johnny Cheung – pirat 4
- Lai Sing Kong – pirat 5
- Sun Wong – sierżant Ching
- Fat Wan – Wan Sam Mun
- Siu-Tin Lei – Maestro
- Hoi San Lee
- Siu-Ming Lau – księżniczka
- Wai Lam – Chun
- Hoi-Shan Kwan – Chi
- Yee San Hon – tygrys górski
- K. Father – gubernator
- Mui Sang Fan – czarny niedźwiedź
- Wai-Man Chan – tygrys Au
- Anthony Chan – gliniarz
- Fong Liu – mężczyzna z chlebem
- Ken Lo – Brains
- Ray Lui
- Frankie Poon – pirat
- Božidar Smiljanić
- Po Tai – Tai/pan B.
- Lung Wei Wang – Bravo Wong
- Tiet Wo Chu – ochroniarz
- Kwok Kuen Chan – duży wieloryb
- Billy Ching Sau Yat – Yenkit
- Kwok Wai Lo – policjant
- Lam Man Wai – Sung
- Kenny Bee – gliniarz
- Tony Wong
- Ricky Hui – gliniarz
- Ngan Kwok Leung
- Clarence Fok Yiu-leung
- Abdullah Chai
- Isabella Wong
- Fung Wu
- Lam Kwok Hung
- Cheng Kwan Min
- Wellson Chin
- Hoson Chan
- Simon Lung
- Yuen Ling Tao
- Bao Wai Leung
- Lai Bik Kwong